# Heinz Schmidt
 (janvier 2014).
Si vous disposez d'ouvrages ou d'articles de référence ou si vous connaissez des sites web de qualité traitant du thème abordé ici, merci de compléter l'article en donnant les références utiles à sa vérifiabilité et en les liant à la section « Notes et références ».
Heinz Schmidt (né le 20 avril 1920 et disparu le 5 septembre 1943) est un pilote de chasse allemand de la célèbre JG 52 durant la Seconde Guerre mondiale. Il était titulaire de 173 victoires aériennes avant sa disparition.

## Biographie
Heinz Schmidt entre dans la Luftwaffe en novembre 1938 à 18 ans. Il n'est encore que simple Gefreiter quand en août 1940, il rejoint la 4./JG 52 commandé par Johannes Steinhoff en pleine bataille d'Angleterre. Le succès n'est pas encore au rendez-vous pour le jeune pilote durant cette période, pas plus lors du printemps suivant. Comme beaucoup d'autres, c'est seulement avec le transfert de son groupe sur le front de l'Est en juin 1941 que le jeune Schmidt pourra connaître le succès.
Entre-temps nommé Feldwebel (1er avril 1941), il doit néanmoins apprendre à maîtriser son anxiété au combat. Il descend son premier adversaire le 26 juin, et deux autres les 3 et 5 juillet. Mais il est lui-même abattu le 12 août à plus de 70 km derrière les lignes ennemies. Dans les six jours qui suivent, il réussit à percer jusqu'aux troupes allemandes en se cachant et en fuyant l'armée rouge. Il est alors reçu avec grand soulagement par ses compagnons qui le croyaient disparu à jamais. Schmidt devient un as (5 victoires) le 26 août et est promu Oberfeldwebel. Tirant les leçons de sa mésaventure du 12 août, il est maintenant plus tacticien que jamais. 
Résultat, son nombre de victoires ne va cesser de croître toujours un peu plus. Après 14 victoires à fin de l'année 1941, Schmidt devient le 1er février 1942 Leutnant. Les succès de la JG 52 vont alors bon train dès le début de l'année 1942, les pilotes des trois groupes (chef d'escadrille comme les sous-officiers) remportant victoires sur victoires. Schmidt participe grandement à ces succès. Le 1er juillet, il prend provisoirement la tête de la 5./JG 52.
C'est une période phare qui s'ouvre alors pour Schmidt. En à peine quelques semaines, le nouveau chef d'escadrille va en pleine bataille de Stalingrad, doubler son palmarès ! Du 21 au 25 août, soit cinq jours de combats seulement, il descend 21 adversaires, dont sept le 24 août. Un jour avant, il recevait en même temps que trois autres pilotes de l'escadre, la croix de chevalier, après avoir franchi les 50 victoires. Les feuilles de chêne viennent le 16 septembre 1942 après avoir dépassé la barre magique des 100 victoires. C'est le 4e as de la JG 52 à atteindre ce score après Hermann Graf, Adolf Dickfeld et Johannes Steinhoff.
Il quitte le front le 30 septembre et après deux mois et demi de repos, Heinz Schmidt rempile en décembre et remporte à cette occasion 16 victoires en vingt jours. Le 15 janvier 1943 en plein hiver russe, Schmidt est à nouveau abattu en territoire hostile mais il en sort une fois de plus en parvenant à échapper à l'ennemi et à revenir au bercail. Rebelote à la mi-février où l'as Allemand rentre après deux jours d'une cavale difficile (il dut marcher à travers la mer d'Azov gelée, l'épaule blessée).
Après une longue convalescence, Heinz Schmidt devient Staffelkapitän de la 6./JG 52 le 24 mai 1943, officiellement le 23 juillet. Mai, juin et juillet sont cependant peu prolifiques. À cette époque, le II./JG 52 n'est pas engagé dans la bataille de Koursk contrairement aux deux autres groupes. Cantonné dans la tête de pont du Kouban, le II./JG 52 va néanmoins couvrir la retraite des forces allemandes au cours du mois d'août. Ce dernier semble porter chance à Schmidt qui comme un an auparavant, va connaître un succès surprenant : pas moins de 38 victoires.
Le 5 septembre, l'Oberleutnant Heinz Schmidt décolle pour une mission mais ne rentre pas à la base. Ses camarades d'escadrille, habitués au fait de ne pas le voir revenir à l'heure, ne s'inquiètent pas. Pourtant, cette fois, la chance semble l'avoir abandonné car plus personne ne le reverra. Le mystère reste entier mais il est probable que son Bf 109G6 "7 jaune'" ait été abattu par erreur par un pilote de la chasse hongroise : les Hongrois combattaient aux côtés des Allemands en Russie. Depuis lors, Schmidt est porté disparu.
Heinz Schmidt a eu une carrière courte mais brillante. En seulement deux ans et demi de combats, il a effectué 712 missions et a remporté 173 victoires aériennes, toutes à l'Est. Il sera le plus grand as de la JG 52 à ne pas survivre à la guerre.